# Championnat d'Asie du Sud féminin de football 2014
Navigation
Édition précédente Inde 2016
En 2014, la troisième édition du Championnat d'Asie du Sud féminin de football a eu lieu du 11 au 21 novembre 2014 au Pakistan, dans la ville de Islamabad.
Certains matchs ont été télévisés.
L'Inde domine la compétition et n'encaisse qu'un seul but lors du premier tour, une victoire 5-1 face au Bangladesh.
Pour la troisième fois l'Inde remporte le Championnat d'Asie du Sud féminin de football en écrasant en finale le Népal 6-0.
Ngangom Bala Devi est élue meilleure joueuse de la compétition.

## Compétition

### Groupe A
| Équipe      | J | V | N | D | BM | BE | DB  | Pts |
| ----------- | - | - | - | - | -- | -- | --- | --- |
| Inde        | 3 | 3 | 0 | 0 | 25 | 1  | +24 | 9   |
| Bangladesh  | 3 | 2 | 0 | 1 | 10 | 7  | +3  | 6   |
| Maldives    | 3 | 1 | 0 | 2 | 2  | 11 | -9  | 3   |
| Afghanistan | 3 | 0 | 0 | 3 | 1  | 19 | -18 | 0   |

     Équipe qualifiée; Pts = points; J = joués; G = gagnés; N = nuls; P = perdus;

Bp = buts pour; Bc = buts contre; Diff = différence de buts
| 13 novembre 2014 | Inde | 8 - 0 | Maldives | Stade Jinnah |  |
|                  |      |       |          |              |  |

| 13 novembre 2014 | Bangladesh | 6 - 1 | Afghanistan | Stade Jinnah |  |
|                  |            |       |             |              |  |

| 15 novembre 2014 | Maldives | 1 - 0 | Afghanistan | Stade Jinnah |  |
|                  |          |       |             |              |  |

| 15 novembre 2014 | Inde | 5 - 1 | Bangladesh | Stade Jinnah |  |
|                  |      |       |            |              |  |

| 17 novembre 2014 | Inde | 12 - 0 | Afghanistan | Stade Jinnah |  |
|                  |      |        |             |              |  |

| 17 novembre 2014 | Bangladesh | 3 - 1 | Maldives | Stade Jinnah |  |
|                  |            |       |          |              |  |

### Groupe B
| Équipe    | J | V | N | D | BM | BE | DB  | Pts |
| --------- | - | - | - | - | -- | -- | --- | --- |
| Népal     | 3 | 3 | 0 | 0 | 13 | 0  | +13 | 9   |
| Sri Lanka | 3 | 2 | 0 | 1 | 5  | 4  | +1  | 6   |
| Pakistan  | 3 | 1 | 0 | 2 | 5  | 5  | 0   | 3   |
| Bhoutan   | 3 | 0 | 0 | 3 | 1  | 15 | -14 | 0   |

     Équipe qualifiée; Pts = points; J = joués; G = gagnés; N = nuls; P = perdus;

Bp = buts pour; Bc = buts contre; Diff = différence de buts
| 11 novembre 2014 | Sri Lanka | 2 - 1 | Pakistan | Stade Jinnah |  |
|                  |           |       |          |              |  |

| 12 novembre 2014 | Népal | 8 - 0 | Bhoutan | Stade Jinnah |  |
|                  |       |       |         |              |  |

| 14 novembre 2014 | Sri Lanka | 3 - 0 | Bhoutan | Stade Jinnah |  |
|                  |           |       |         |              |  |

| 14 novembre 2014 | Népal | 2 - 0 | Pakistan | Stade Jinnah |  |
|                  |       |       |          |              |  |

| 16 novembre 2014 | Népal | 3 - 0 | Sri Lanka | Stade Jinnah |  |
|                  |       |       |           |              |  |

| 16 novembre 2014 | Pakistan | 4 - 1 | Bhoutan | Stade Jinnah |  |
|                  |          |       |         |              |  |

### Demi-finales
| 19 novembre 2014 | Inde | 5 – 0 | Sri Lanka | Jinnah Sport Stadium Islamabad |  |
|                  |      |       |           |                                |  |

| 19 novembre 2014 | Népal | 1 – 0 | Bangladesh | Jinnah Sport Stadium Islamabad |  |
|                  |       |       |            |                                |  |

### Finale
| 21 novembre 2014 | Inde | 6 – 0 | Népal | Jinnah Sport Stadium Islamabad |  |
|                  |      |       |       |                                |  |

## Classement des buteurs
16 buts
- Ngangom Bala Devi  Maldives x4,  Bangladesh x2,  Afghanistan x5,  Sri lanka 1,  Népal x4

6 buts
- Indumati Devi  Bangladesh 1,  Afghanistan x3,  Sri lanka x2

5 buts
- Anu Lama  Bhoutan x2,  Pakistan x2,  Sri lanka 1

4 buts
- Sajana Rana  Bhoutan x2,  Pakistan 1,  Bangladesh 1

3 buts
- Srimati Krishna Rani  Afghanistan x3
- Kamala Devi Yumnam  Maldives x2,  Népal 1

2 buts
- Dipa Adhikari  Bhoutan x2
- Erandi Kumudumala  Pakistan 1, Bhoutan 1
- Sabina Khatoon  Afghanistan 1,  Inde 1

1 but
- Tshering Yangdon  Pakistan 1
- Sehar Zaman  Bhoutan 1
- Shahlyla Baloch  Bhoutan 1
- Shenaz Roshan  Bhoutan 1
- Malika Noor  Bhoutan 1
- Hajra Khan  Sri lanka 1
- Niru Thapa  Sri lanka 1
- Achala Chitrani  Bhoutan 1
- Ishara Madushani  Pakistan 1
- Jyoti Ann Burrett  Maldives 1
- Mandakini Devi  Bangladesh 1
- Marjan Haydaree  Bangladesh 1
- Mariyam Rifa  Afganistan 1
- Aishath Sama  Bangladesh 1
- Menuka Giri  Bhoutan 1
- Musammat Mummun Ather  Afganistan 1
- Oinam Bembem Devi  Maldives 1
- Praveena Perea  Bhoutan 1
- Sabitra Bhandari  Bhoutan 1
- Suinu Pru Marma  Maldives 1
- Upamati Devi  Bangladesh 1
- Romi Devi Ashem  Népal 1